# Міс Чехія
Міс Чехія  (чеськ. Česká Miss) — національний конкурс краси, який проходить в Чехії з 2005 року, переможці якого беруть участь у конкурсах "Міс Всесвіт і Міс Земля і інших міжнародних конкурсах. З 2010 також беруть участь і в конкурсі Міс Світу. Першою переможницею конкурсу була Michaela Maláčová, Міс Чехословаччина 1991, яка також отримала титул Міс Маркетинг s.r.o.

## Учасниці конкурсу Міс Всесвіт

### Офіційна Міс Чехія
| Рік  | Учасниця              | Місце                  |
| ---- | --------------------- | ---------------------- |
| 2005 | Катерина Смейкалова   |                        |
| 2006 | Рената Лагманнова     |                        |
| 2007 | Люсі Хадасова         | Півфіналістка (Топ-15) |
| 2008 | Елішка Бучкова        | Півфіналістка (Топ-15) |
| 2009 | Івета Лютовська       | Фіналістка (Топ-10)    |
| 2010 | Їтка Валкова          | Півфіналістка (Топ-15) |
| 2011 | Їтка Новачкова        |                        |
| 2012 | Тереза Хлебовська     |                        |
| 2013 | Габріела Кратохвілова |                        |
| 2014 | Габріела Франкова     |                        |

## Учасниці конкурсу Міс Земля

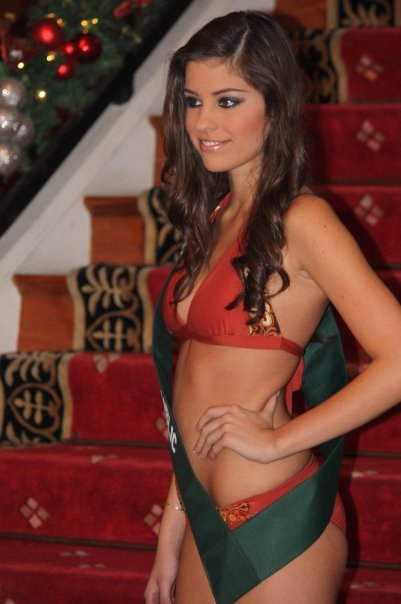
Премія Фотогенічність, Тереза Будкова

| Рік  | Учасниця            | Місце                                    |
| ---- | ------------------- | ---------------------------------------- |
| 2005 | Жужана Степанівська | Міс Земля 2005 Пів-фіналістка (Топ-16)   |
| 2006 | Петра Сукупова      | Міс Земля-2006 Фіналістка (Топ-8)        |
| 2007 | Єва Черешнякова     | Міс Земля 2007 Пів-фіналістка (Топ-16)   |
| 2008 | Хана Свободова      | Міс Земля 2008 Пів-фіналістка (Топ-16)   |
| 2009 | Тереза Будкова      | Міс Земля 2009 Премія Міс Фотогенічність |
| 2010 | Кармен Юстова       | Міс Земля 2010 Пів-фіналістка (Топ-14)   |
| 2011 | Шарка Цойоцарова    | Міс Земля 2011 Найкращий купальник       |
| 2012 | Тереза Файксова     | Міс Земля 2012 (Переможниця)             |
| 2013 | Моніка Леова        | Міс Земля 2013 (немає результату)        |
| 2014 | Нікола Буранська    | Міс Земля 2014 (буде оголошено)          |

## Учасниці конкурсу Міс Інтернешнл
| Рік  | Учасниця             | Місце                   |
| ---- | -------------------- | ----------------------- |
| 2007 | Ліліан Сара Фішерова | Пів-фіналістка (Топ-16) |
| 2008 | Анета Сихрова        | 2-е місце               |
| 2009 | Зіна Жцовічкова      |                         |